# A New York Islanders edzőinek listája
A New York Islanders az észak-amerikai New York profi jégkorongcsapata. A csapat a National Hockey League-ben játszik.

## A csapat edzői
| #  | Név                  | Időköz                 | Alapszakasz | Alapszakasz | Alapszakasz | Alapszakasz | Alapszakasz | Rájátszás | Rájátszás | Rájátszás | Rájátszás | Rájátszás | Eredmények                                                               |
| #  | Név                  | Időköz                 | MSz         | Gy          | V           | D/HV        | Gy%         | MSz       | Gy        | V         | D         | Gy%       | Eredmények                                                               |
| -- | -------------------- | ---------------------- | ----------- | ----------- | ----------- | ----------- | ----------- | --------- | --------- | --------- | --------- | --------- | ------------------------------------------------------------------------ |
| 1  | Phil Goyette         | 1972–1973              | 48          | 6           | 38          | 4           | .167        | —         | —         | —         | —         | —         |                                                                          |
| 2  | Earl Ingarfield, Sr. | 1973                   | 30          | 6           | 22          | 2           | .233        | —         | —         | —         | —         | —         |                                                                          |
| 3  | Al Arbour            | 1973–1986              | 1038        | 552         | 317         | 169         | .613        | 171       | 109       | 62        | 0         | .601      | Stanley-kupa bajnok: 1980, 1981, 1982, 1983 Jack Adams-díj nyertes: 1979 |
| 4  | Terry Simpson        | 1986–1988              | 187         | 81          | 82          | 24          | .497        | 20        | 9         | 11        | 0         | .450      |                                                                          |
| —  | Al Arbour            | 1988–1994              | 461         | 187         | 220         | 54          | .464        | 27        | 10        | 17        | 0         | .370      |                                                                          |
| 5  | Lorne Henning        | 1994–1995              | 48          | 15          | 28          | 5           | .365        | —         | —         | —         | —         | —         |                                                                          |
| 6  | Mike Milbury         | 1995–1997              | 127         | 35          | 73          | 19          | .350        | —         | —         | —         | —         | —         |                                                                          |
| 7  | Rick Bowness         | 1997–1998              | 100         | 38          | 50          | 12          | .440        | —         | —         | —         | —         | —         |                                                                          |
| —  | Mike Milbury         | 1998–1999              | 66          | 22          | 39          | 5           | .371        | —         | —         | —         | —         | —         |                                                                          |
| 8  | Bill Stewart         | 1999                   | 35          | 10          | 18          | 7           | .385        | —         | —         | —         | —         | —         |                                                                          |
| 9  | Butch Goring         | 1999–2001              | 143         | 41          | 89          | 18          | .335        | —         | —         | —         | —         | —         |                                                                          |
| —  | Lorne Henning        | 2001                   | 17          | 4           | 11          | 2           | .294        | —         | —         | —         | —         | —         |                                                                          |
| 10 | Peter Laviolette     | 2001–2003              | 158         | 77          | 62          | 25          | .546        | 12        | 4         | 8         | 0         | .333      |                                                                          |
| 11 | Steve Stirling       | 2003–2006              | 118         | 56          | 51          | 17          | .521        | 5         | 1         | 4         | 0         | .250      |                                                                          |
| 12 | Brad Shaw            | 2006                   | 40          | 18          | 18          | 4           | .500        | —         | —         | —         | —         | —         |                                                                          |
| 13 | Ted Nolan            | 2006–2007              | 82          | 40          | 30          | 12          | .561        | 5         | 1         | 4         | 0         | .200      |                                                                          |
| —  | Al Arbour            | 2007                   | 1           | 1           | 0           | 0           | 1.000       | —         | —         | —         | —         | —         |                                                                          |
| —  | Ted Nolan            | 2007–2008              | 81          | 34          | 38          | 9           | .475        | —         | —         | —         | —         | —         |                                                                          |
| 14 | Scott Gordon         | 2008–2010. november 15 | 181         | 64          | 94          | 23          | .417        | —         | —         | —         | —         | —         |                                                                          |
| 15 | Jack Capuano         | 2010–jelen             | 147         | 60          | 66          | 21          | .479        | —         | —         | —         | —         | —         |                                                                          |